# Bdallophytum
El gènere Bdallophytum pertany a la família de plantes paràsites Cytinaceae. Aquest gènere inclou 3 espècies endèmiques de Mèxic i Centre-Amèrica. Les espècies de Bdallophytum parasiten arrels de plantes, principalment del gènere ''Bursera''.

## Taxonomia
- Bdallophytum americanum
- Bdallophytum andrieuxii
- Bdallophytum oxylepis